# Nickel(II)-fluorid
Nickel(II)-fluorid ist eine chemische Verbindung der Elemente Nickel und Fluor. Als weitere Formen existieren das Nickel(II)-fluorid-trihydrat, NiF2 · 3 H2O, und Nickel(II)-fluorid-tetrahydrat, NiF2 · 4 H2O.

## Gewinnung und Darstellung
Nickel(II)-fluorid kann aus den Elementen bei höheren Temperaturen synthetisiert werden:
{\displaystyle \mathrm {Ni+F_{2}\longrightarrow NiF_{2}} }
Nickel und Fluor reagieren im Molverhältnis 1:1 bei 550 °C zu Nickel(II)-fluorid.
Auch möglich ist die Reaktion von Nickel mit Flusssäure:
{\displaystyle \mathrm {Ni+2\ HF\longrightarrow NiF_{2}+H_{2}} }
Eine weitere Möglichkeit ist die Reaktion von Nickel(II)-chlorid mit Fluor bei 350 °C, wobei die Chloridionen zu Chlor oxidiert werden:
{\displaystyle \mathrm {NiCl_{2}+F_{2}\longrightarrow NiF_{2}+Cl_{2}} }

## Eigenschaften

### Physikalische Eigenschaften
Nickel(II)-fluorid kristallisiert im tetragonalen Kristallsystem mit der Raumgruppe P42/mnm (Raumgruppen-Nr. 136) und den Gitterparametern a = 465,08 pm und c = 308,37 pm, in der Elementarzelle befinden sich zwei Formeleinheiten.
Nickel(II)-fluorid-tetrahydrat kristallisiert im orthorhombischen Kristallsystem mit der Raumgruppe P21ab (Raumgruppen-Nr. 29, Stellung 3) und den Gitterparametern a = 798,5 pm, b = 1248,2 pm und c = 572 pm, in der Elementarzelle befinden sich vier Formeleinheiten.

### Chemische Eigenschaften
Bei Kontakt mit Mineralsäuren entsteht hochgiftiger Fluorwasserstoff, hier als Beispielsäure Salpetersäure:
{\displaystyle \mathrm {NiF_{2}+2\ HNO_{3}\longrightarrow Ni(NO_{3})_{2}+2\ HF} }
Die Dehydratation und Zersetzung von Nickel(II)-fluorid-tetrahydrat findet in mehreren Stufen statt. Bei 125 °C werden drei Moleküle Wasser abgegeben, es entsteht das Monohydrat NiF2 · H2O. Bei 225 °C wird Wasser und Fluorwasserstoff abgespalten und es entsteht ein Zwischenprodukt mit der stöchiometrischen Zusammensetzung NiOHF · 3NiF2. Nachdem bei 430 °C ein weiteres Molekül Fluorwasserstoff abgespalten wird, bleibt in wasserfreier Umgebung ein Gemisch aus Nickel(II)-oxid und Nickel(II)-fluorid zurück, andernfalls ist das Endprodukt reines Nickel(II)-oxid.

#### Komplexe
Nickel(II)-fluorid bildet mit Fluoriden Tetrafluorkomplexe:
{\displaystyle \mathrm {2\ KF+NiF_{2}\longrightarrow K_{2}NiF_{4}} }
Diese Tetrafluorkomplexe haben eine Schichtstruktur, in denen NiF6-Oktaeder miteinander verknüpft sind.